# Gravity (série télévisée)
Pour les articles homonymes, voir Gravity.
Gravity est une série télévisée américaine en dix épisodes de 22 minutes, créée par Jill Franklyn et Eric Schaeffer et diffusée entre le 23 avril et le 25 juin 2010 sur Starz.
Cette série est inédite dans les pays francophones.

## Synopsis
Cette série met en scène un groupe de soutien qui vient en aide à des personnes ayant fait des tentatives de suicide.

## Distribution
- Krysten Ritter : Lilly Champagne
- Ivan Sergei : Robert Collingsworth
- Eric Schaeffer (en) : Détective Miller
- Rachel Hunter : Shawna Rollins
- Robyn Cohen (en) : Carla
- James Martinez : Jorge Sanchez
- Seth Numrich : Adam Rosenblum
- Ving Rhames : Dogg McFee
- Karl Geary : Diego (8 épisodes)
- Erik Jensen (en) : Ralph (6 épisodes)
- Jessica Walter : Henrietta (5 épisodes)

## Production
Le 30 juin 2010, Starz a annoncé l'annulation de la série.

## Épisodes
1. Titre français inconnu (Suicide Dummies)
2. Titre français inconnu (Namaste MF)
3. Titre français inconnu (One Cold Swim Away)
4. Titre français inconnu (Old People Creep Me Out)
5. Titre français inconnu (Love At First Suicide)
6. Titre français inconnu (Dogg Day Afternoon)
7. Titre français inconnu (Let It Mellow)
8. Titre français inconnu (Damn Skippy)
9. Titre français inconnu (Calemnity)
10. Titre français inconnu (Are We All Just Dead?)